# گالی‌پات

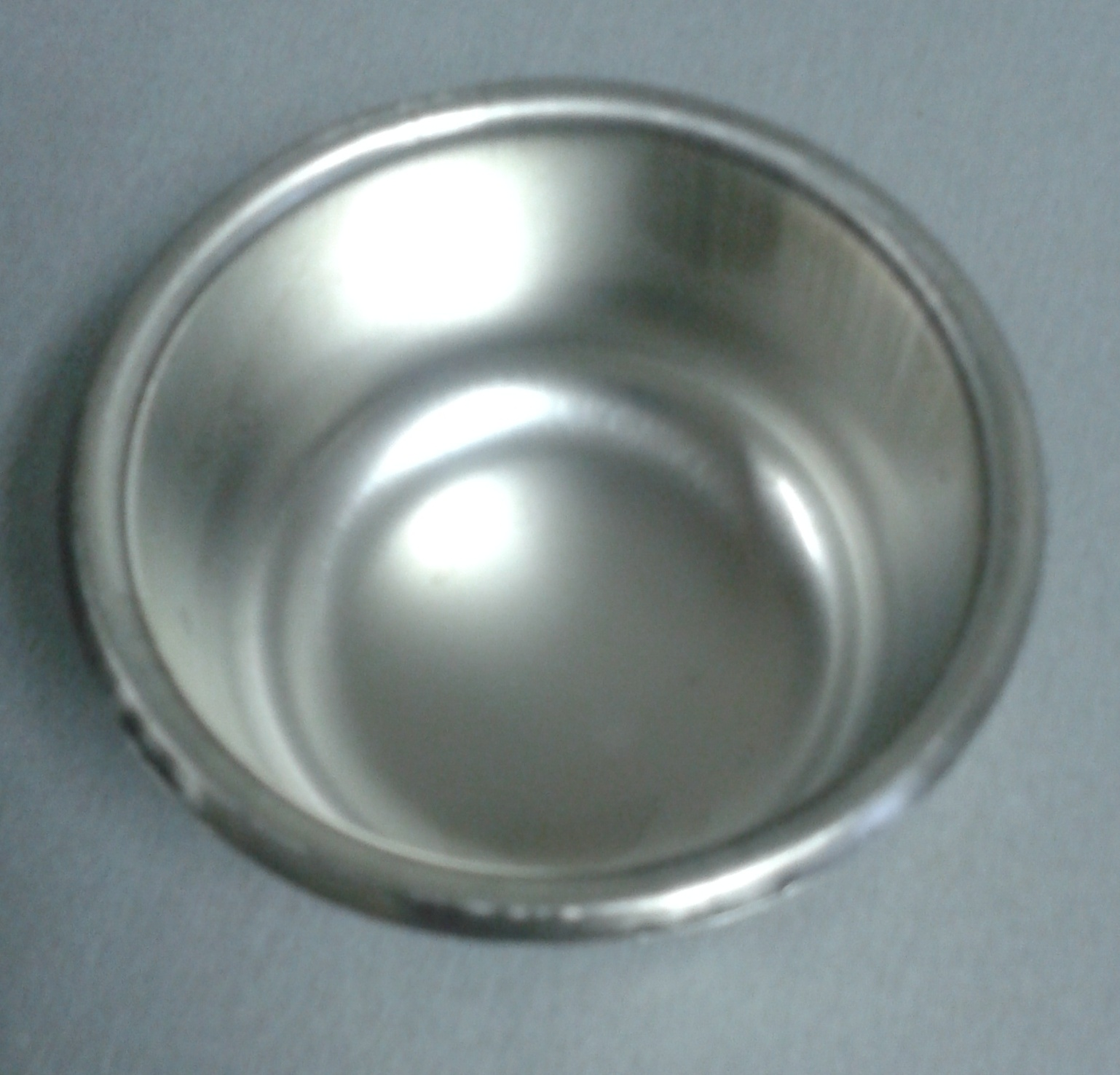
نمای گالی پات از بالا

گالی پات ظرف کوچک گردی است که معمولاً در محیط‌های بیمارستانی، اتاقهای عمل، دندان پزشکی‌ها و محیط‌های آزمایشگاهی کاربرد دارد.

جنس این ظرف غالباً از استیل، پلاستیک یا سفال می‌باشد. از این ظرف برای نگهداری پماد، دارو یا گلوله‌های کوچک پنبه که به مواد ضدعفونی‌کننده آغشته شده باشند، استفاده می‌گردد.

این ظروف عموماً بر دو گونه ساخته می‌شوند:
- چندبار مصرف: که می‌توانند به دفعات مورد استفادهٔ مجدد قرار گیرند.
- یکبار مصرف که همراه زباله‌های بیمارستانی به دور انداخته می‌شود.
- قابل استفاده در تمامی پکهای جراحی و ست‌های پانسمان.